# Brachycyon
A Brachycyon az emlősök (Mammalia) osztályának ragadozók (Carnivora) rendjébe, ezen belül a fosszilis medvekutyafélék (Amphicyonidae) családjába és az Amphicyoninae alcsaládjába tartozó nem.

## Tudnivalók
A Brachycyon-fajok a miocén korban éltek, körülbelül 23,3-7 millió évvel ezelőtt. Eurázsia és Észak-Amerika ragadozói közé tartoztak.
A nemet 1872-ben Filhol írta le, illetve nevezte meg, de csak 1988-tól, amikor is R. L. Carroll által készített rendszertani kutatás megtörtént, tekintik Amphicyonidaeknak.

## Rendszerezés
A nembe az alábbi 2 faj tartozik:
- Brachycyon reyi
- Brachycyon palaeolycos

## Fordítás
- Ez a szócikk részben vagy egészben  a   Brachycyon című angol Wikipédia-szócikk ezen változatának fordításán alapul.  Az eredeti cikk szerkesztőit annak laptörténete sorolja fel. Ez a jelzés csupán a megfogalmazás eredetét és a szerzői jogokat jelzi, nem szolgál a cikkben szereplő információk forrásmegjelöléseként.